# بيان السعادة في مقامات العبادة
بيان السعادة في مقامات العبادة هو كتاب تفسير للقرآن ألَّفه الزعيم الصوفي نعمة الله سلطان علي شاه باللغة العربية.

## النهج التفسيري
كُتب تفسير القرآن الكريم كاملًا من وجهة نظر صوفية شيعية. وقد ضمّن سلطان علي شاه في تفسيره التفسير الظاهري والتفسير الصوفي.

## طالع أيضًا
- القرآن الكريم
- تفسير القرآن الكريم
- قائمة أعمال التفسير